# Jamacerus
Jamacerus är ett släkte av insekter. Jamacerus ingår i familjen dvärgstritar.
Kladogram enligt Catalogue of Life:
| Jamacerus | \| \| Jamacerus farri \| \| \| \| \| \| Jamacerus floridanus \| \| \| \| |
|           | \| \| Jamacerus farri \| \| \| \| \| \| Jamacerus floridanus \| \| \| \| |
|           | Jamacerus farri                                                          |
|           |                                                                          |
|           | Jamacerus floridanus                                                     |
|           |                                                                          |